# Kvítkovice
Kvítkovice (deutsch Kwitkowitz) ist eine Gemeinde in Tschechien. Sie liegt elf Kilometer westlich von České Budějovice in Südböhmen und gehört zum Okres České Budějovice.

## Geographie

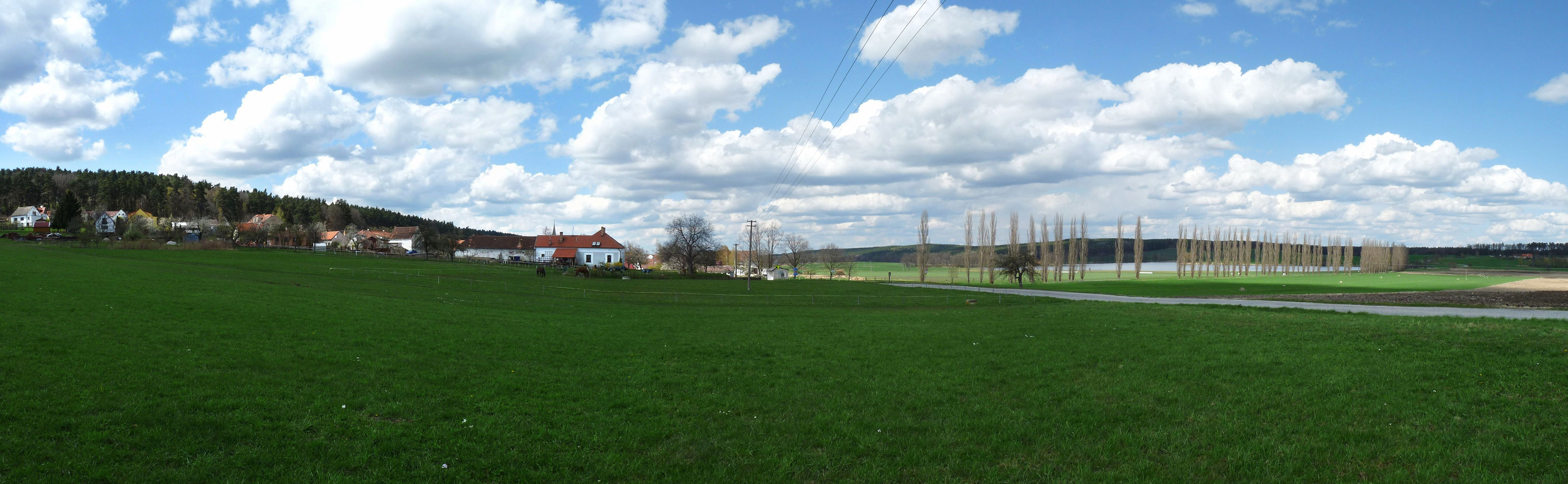
Kvítkovice, Panorama

Kvítkovice befindet sich am nordöstlichen Abfall des Blanský les am Rande des Budweiser Beckens. Das Dorf liegt linksseitig über der Talmulde des Baches Dehtářský potok mit seinen zahlreichen Fischteichen. Gegen Nordosten erstreckt sich der auch als Badegewässer genutzte Teich Kvítkovický rybník mit 25 ha Wasserfläche, östlich der Haberský mlýnský rybník. Südwestlich erheben sich der Haberský vrch (718 m) und der Švelhán (721 m), westlich die Střední hora (718 m) und Skalka (687 m) sowie im Nordwesten der Čihadlo (519 m).
Nachbarorte sind Čakovec und Nový Mlýn im Norden, Na Kotlovech, Křenovice, Dubné und Třebín im Nordosten, U Zedniků und Kaliště u Lipí im Osten, Bedlan, U Pufrů und Lipí im Südosten, Habří, U Fajtalů, Dolní Vít und Háječky im Süden, Háječky und Chmelná im Südwesten, U Beneda und Nová Ves im Westen sowie Holašovice und Jankov im Nordwesten.

## Geschichte
Die erste schriftliche Erwähnung von Witkowich erfolgte im Jahre 1263. Im Jahr darauf tauschte der Vladike Stir de Wetkowitz (Stýr z Kvítkovic) in Písek das Dorf Bohdanitz (Bohdanice) bei König Ottokar II. Přemysl gegen Habers und Wesec (Horní Vesce) ein. Später wurde das Gut an Habers angeschlossen. Zu den nachfolgenden Besitzern gehörte ab 1443 Jan Raubik von Hlawatetz auf Habří und Dubné, er war ein Gefolgsmann des Raubritters Jan Smil von Krems. Ihm folgte sein Sohn Ulrich Raubik, der auch das Prädikat von Haber gebrauchte. Zu Beginn des 16. Jahrhunderts gehörten die Güter Habří und Dubné zunächst gemeinschaftlich den Brüdern Nikolaus, Ctibor und Ulrich Raubik. Bei der Güterteilung von 1523 erhielt Nikolaus eine Hälfte der Feste und des Hofes einschließlich der Untertanen in Dubné, Slavče, Branišov und Kvítkovice. Zu Beginn des 17. Jahrhunderts vereinte Melchior Kalchrayter beide Hälften des Gutes Habří einschließlich der zugehörigen Dörfer Habří, Kvítkovice und Slavče. Als Teilnehmer am Ständeaufstand von 1618 wurde der Protestant Kalchrayter nach der Schlacht am Weißen Berg 1622 mit dem Verlust seiner Güter bestraft. Diese wurden zunächst dem Budweiser Bürger Nikolaus Schanz von Einsenpichl als Pfand zugesichert, dem jedoch 1623 vom kaiserlichen Hofe der Verzicht auf seine Ansprüche zugunsten des Klosters Hohenfurth angetragen wurde. Am 23. Mai 1623 verkaufte der kaiserliche Hof die Kalchrayterschen Güter an den Hohenfurther Abt Gandolf Scheidinger. Die Hohenfurther Zisterzienser vereinten die in dieser Zeit neuerworbenen Güter Sedlo, Stradov, Habří und Čakovec mit ihrem Gut Komařice zum Stiftsgut Komařice. 1644 ließ der Abt Georg Wendschuh an einer angeblich wundertätigen Quelle im Wald südwestlich des Dorfes eine dem hl. Veit geweihte Wallfahrtskapelle erbauen. Im Jahre 1840 bestand Kwitkowitz aus 22 Häusern mit 205 Einwohnern, wobei elf Häuser der Herrschaft Nettolitz untertänig waren. Zum Dorf gehörten ein einschichtiges Wirtshaus und die Neumühle. Pfarrort war Duben. Bis zur Mitte des 19. Jahrhunderts blieb Kwitkowitz immer Teil des Stiftsgutes Komařice.
Nach der Aufhebung der Patrimonialherrschaften bildete Kvítkovice / Kwitkowitz mit dem Ortsteil Čakovec / Klein Čakov ab 1850 eine Gemeinde im Bezirk Budweis. In der Gemeinde lebten im Jahre 1914 286 Personen. Kvítkovice hatte 154 durchweg tschechischsprachige Einwohner, in Čakovec wohnten 132 Personen. Die Güter befanden sich bis 1918 im Besitz des Klosters Hohenfurth. Während der deutschen Besetzung wurde Kvítkovice 1943 nach Čakov eingemeindet, dies wurde nach dem Ende des Zweiten Weltkrieges wieder aufgehoben. Am 14. Juni 1964 wurde Kvítkovice nach Lipí und der Ortsteil Čakovec nach Jankov eingemeindet. Nach einem Referendum bildet Kvítkovice seit dem 1. Jänner 1993 wieder eine eigene Gemeinde.

## Gemeindegliederung
Für die Gemeinde Kvítkovice sind keine Ortsteile ausgewiesen. Zu Kvítkovice gehört die Einschicht Nový Mlýn (Neumühle).

## Bevölkerungsentwicklung
| Jahr      | 1869 | 1880 | 1890 | 1900 | 1910 | 1921 | 1930 | 1950 | 1961 | 1970 | 1980 | 1991 | 2001 | 2011 | 2021 |
| --------- | ---- | ---- | ---- | ---- | ---- | ---- | ---- | ---- | ---- | ---- | ---- | ---- | ---- | ---- | ---- |
| Einwohner | 224  | 224  | 204  | 176  | 154  | 168  | 148  | 115  | 119  | 101  | 90   | 84   | 82   | 109  | 133  |

## Sehenswürdigkeiten
- Barocke Nischenkapelle am Straßenabzweig nach Habří und Dubné, errichtet 1730
- Alte Schmiede am Dorfanger, das 1823 errichtete Bauwerk dient heute als Wirtshaus, auf der Esse befindet sich ein Storchennest
- Nischenkapelle Auferstehung des Erlösers aus dem Jahre 1893, in einer Kurve an der Straße nach Čakovec
- Neogotische Kapelle Maria Rosenkranz, St. Josef und St. Adalbert aus dem Dorfanger, sie wurde 1902 errichtet
- Neumühle (Nový mlýn), die Wassermühle mit Mühlrad und -graben befindet sich unterhalb des Dammes des Kvítkovický rybník und dient heute als Erholungsobjekt
- Ruine der St. Veitkirche, südwestlich des Dorfes in Háječky, der Bau der Wallfahrtskirche begann am 22. August 1644 auf Veranlassung des Hohenfurther Abtes Franz Wendschuh im spätgotischen Stil an einem wundertätigen Brunnen im Wald westlich von Habří. Nach ihrer Aufhebung am 1. Mai 1787 im Zuge der Josephinischen Reformen wurde ein Teil der Ausstattung in die Kirche von Boršov verbracht und das Bauwerk dem Verfall preisgegeben. Am 13. Juli 1861 brach das Gewölbe des Schiffes zusammen. Im Jahre diente die Ruine als Steinbruch für den Bau des Forsthauses. Die erhaltene Südwand mit drei gotischen Fensterbögen wurde 1994 gesichert.
- Mehrere Gehöfte im südböhmischen Bauernbarock